# Liste des pays par taux d'imposition
 (novembre 2024).
Une comparaison des taux d'imposition par pays est difficile et quelque peu subjective, car les lois fiscales dans la plupart des pays sont extrêmement complexes et la charge fiscale est répartie différemment sur différents groupes dans chaque pays et unité infranationale. La liste se concentre sur les principaux types d'impôts : impôt sur les sociétés, impôt sur le revenu des particuliers et taxe sur les ventes, y compris la TVA et la TPS, mais ne répertorie pas l'impôt sur les plus-values, l'impôt sur la fortune ou l'impôt sur les successions.
Certains autres impôts (par exemple l'impôt foncier, substantiel dans de nombreux pays, comme les États-Unis) et les charges sociales ne sont pas indiqués ici. Le tableau n'est pas exhaustif pour représenter la véritable charge fiscale d'une entreprise ou d'un individu dans le pays répertorié. Les taux d'imposition affichés sont marginaux et ne tiennent pas compte des déductions, exonérations ou remises. Le taux effectif est généralement inférieur au taux marginal. Les taux d'imposition donnés pour les états fédéraux (comme les États-Unis et le Canada) sont des moyennes et varient selon l'état ou la province. Les territoires qui ont des taux différents de leur nation respective sont en italique.

## Taux d'imposition par pays et territoires
| Pays                             | revenu des sociétés (hors taxes sur les dividendes) | revenu des particuliers (taux marginal le plus bas) | revenu des particuliers (taux marginal le plus élevé) | TVA ou TPS ou taxe de vente | plus-values | mise à jour |
| -------------------------------- | --- | --- | --- | --- | ----------- | ----------- |
| Afghanistan                      | 20 % | 0 % | 20 % | 0 % |             | 2017        |
| Albanie                          | 15 % | 0 % | 23 % | 20 % (taux normal) 6 % (services touristiques) |             | 2016        |
| Algérie                          | 26 % (taux le plus élevé) 19 % (taux le plus bas) | 0 % | 35 % | 19 % (taux standard)9 % (articles de base) |             | 2017        |
| Samoa américaines                | 34 % | 4 %, | 6 % | 0 %, |             | 2014        |
| Andorre                          | 10 % | 0 % | 10 % | 4,5 % (taux normal) 9,5 % (services bancaires) 2,5 %, 1 % ou 0 % (taux réduits) |             | 2018        |
| Angola                           | 30 % | 0 % | 17 % | 10 % |             | NC          |
| Anguilla                         | 0 % | 0 % | 0 % | 0 % |             | NC          |
| Antigua-et-Barbuda               | 25 % | 0 % | 0 % | 15 % |             | NC          |
| Argentine                        | 30 % pour les résidents et 15 % pour les non-résidents depuis 2021 | 9 % | 35 % | 21 % |             | 2016        |
| Arménie                          | 18 % | 22 % | 22 % | 20 % |             | NC          |
| Aruba                            | 25 % | 7 % | 58,95 % | 1,5 % (taxe sur le chiffre d'affaires) |             | NC          |
| Australie                        | 30 % (taux standard) 26 % (base entity rate) | 0 % | 45 % | 10 % (taux standard) 0 % (articles essentiels) | 22,5 %      | NC          |
| Autriche                         | 25 % | 0 % | 55 % | 20 % (taux standard) 13 % (services touristiques) 10 % (articles de base) | 27,5 %      | NC          |
| Azerbaïdjan                      | 20 % | 14 % | 25 % | 18 % |             | 2017        |
| Açores                           | 13,6 % (accessible aux PME et applicable jusqu'à un bénéfice imposable de 15 000 €)16,8 % (taux général) | 0,0 % (pour les salaires mensuels jusqu'à 654 €) + charges sociales | 36,2 % (pour les salaires mensuels supérieurs à 25 200 €) + charges sociales | 4 % (taux réduit) 9 % (taux intermédiaire) 18 % (taux standard) |             | 2020        |
| Bahamas                          | 0 % | 0 % | 0 % + 8,8 % de prélèvements sociaux | 12 % (taux standard) |             | 2018        |
| Bahreïn                          | 0 % | 0 % | 0 % | 5 % |             | 2013        |
| Bangladesh                       | 32,5 % | 0 % | 25 % | 15 % |             | 2021        |
| Barbade[réf. nécessaire]         | 5,5 % (sur les bénéfices ne dépassant pas Bds$1 million) 3,0 % (plus de 1 million de Bds$ mais pas plus de 20 millions de Bds$) 2,5 % (plus de 20 millions de Bds$ mais pas plus de 30 millions de Bds$) 1,0 % (over Bds$30 millions) | 25 % | 38 % | 17,5 % (taux standard) 7,5 % (services hôteliers) |             | 2018        |
| Biélorussie                      | 18 % | 13 % | 17 % | 20 % (taux standard) 10 % (taux réduit) |             | 2013        |
| Belgique                         | 25 % | 25 % | 79,5 % (20,5 % (taxe de sécurité sociale obligatoire) 50 % (federal) 30-89EUR (régional) 3-9 % (municipal)) | 21 % (taux standard) 12 % (restaurants) 6 % (produits essentiels et sélectionnés) 0% (journaux) |             | 2021        |
| Belize                           | NC | 0 % | 25 % | 12,5 % |             | NC          |
| Bénin[citation nécessaire]       | 35 % | 10 % | 35 % | 18 % |             | NC          |
| Bermudes                         | 0 % | 0 % | 0 % | 0 % |             | 2018        |
| Bhoutan                          | 26 % | 0 % | 25 % | NC |             | 2011        |
| Bolivie                          | 29 % | 0 % | 25 % | 13 % |             |             |
| Bosnie-Herzégovine               | 10 % | 10 % | 10 % | 17 % |             | 2009        |
| Botswana                         | 22 % | 0 % | 25 % | 14 % |             | NC          |
| Brésil                           | 15 % | 0 % | 27,5 % | 17 %, 18 %, 19 % (taux d'imposition de l'État) 0 % à 300 % (taux d'imposition fédéral) | 15 %        | NC          |
| Brunei                           | 20 % | 0 % | 0 % | NC |             | NC          |
| Bulgarie                         | 10 % (+ 5 % sur la distribution des bénéfices) | 10 % | 10 % + 18 % d'impôt sur les caisses de sécurité sociale | 20 % (9 % sur les hébergements en hôtel et camping) |             | NC          |
| Burkina Faso                     | 27,5 % | 0 % | 25 % | 18 % |             | NC          |
| Burundi                          | 35 % | 0 % | 35 % | 18 % |             | 2013        |
| Cambodge                         | 20 % | 0 % | 20 % | 10 % |             | NC          |
| Cameroun                         | 31,5 % | 10 % | 35 % | 19,25 % |             | NC          |
| Canada                           | 26,5-31 % (taux plus élevé) 9-13 % (taux inférieur) | 19 % (15 % fédéral + 4 % au Nunavut) à 27,53 % (12,53 % fédéral + 15 % au Québec), | 44,5 % (33 % fédéral + 11,5 % au Nunavut) à 54 % (33 % fédéral + 21 % au Nouvelle-Écosse), | 5 % (5 % d'impôt fédéral en Alberta) à 15 % (5 % d'impôt fédéral + 10 % d'impôt provincial en Nouveau-Brunswick) | 27 %        | 2019        |
| Cap-Vert                         | 25 % | 16,5 % | 27,5 % | 15 % |             | NC          |
| Îles Caïmans                     | 0 % | 0 % | 0 % | 0 %, |             | 2017        |
| République centrafricaine        | 30 % | NC | 50 % | 19 % |             | 2015        |
| Tchad                            | NC | NC | NC | NC |             | NC          |
| Chili                            | 27 % | 0 % (pour les revenus mensuels imposables ne dépassant pas 950 USD) | 35 % (pour les revenus mensuels imposables supérieurs à 8400 USD) | 19 % |             | NC          |
| Chine                            | 25 % (taux standard)15 % (taux de concession pour les entreprises de haute technologie) | 0 % | 45 %, | 13 % (taux standard)9 % (énergie, livres, transport, etc.) 6 % (autres services) 0 % (biens et services pour l'exportation) | 20 %        | NC          |
| Colombie                         | 31 % | 0 % | 35 % (revenu hors travail) 39 % (revenu du travail) | 19 % (taux standard) 5 % ou 0 % (taux réduits) |             | NC          |
| Comores                          | NC | NC | NC | NC |             | NC          |
| Îles Cook                        | 30 % (taux le plus élevé) 20 % (taux le plus bas) | 18,5 % | 30 % | 15 % |             | NC          |
| République démocratique du Congo | 35 % | 0 % | 40 % | 20 % (taux le plus élevé) 5 % (taux le plus bas) |             | NC          |
| République du Congo              | 30 % | NC | NC | 18,9 % |             | NC          |
| Costa Rica                       | 30 % | 0 % | 25 % | 13 % (taux standard) 4 % (santé privé et billets d'avion) 2 % (médicaments et enseignement privé) 1 % (aliments essentiels et agriculture) |             | NC          |
| Croatie                          | 18 % (pour des bénéfices supérieurs à 3 millions kn) 12 % (pour des bénéfices inférieurs à 3 millions de kn) | 12 % | 40 % | 25 % (taux standard)13 % (certaines épiceries essentielles) | 10 %        |             |
| Cuba                             | 30 % | 15 % | 50 % | 20 % (taux le plus élevé) 2,5 % (taux le plus bas) |             |             |
| Curaçao                          | 22 % | 9,75 % | 46,5 % | 6 %, 7 % ou 9 % |             |             |
| Chypre                           | 12,5 % | 0 % | 35 % | 19 % (taux standard) 5 % ou 0 % (taux réduits) | 20 %        |             |
| Tchéquie,                        | 19 % | 20,1 % (15 % d'impôt déductible + 45 % d'assurance-maladie et de sécurité sociale si un employé, 22,5 % si un travailleur indépendant) | 45,7 % (pics pour le revenu annuel brut des employés de 90 000 $ ou plus) 39 % (pour un revenu annuel brut de 450 000 $ ou plus) | 21 % (taux standard) 15 % ou 10 % (tarifs réduits) | 15 %        |             |
| Danemark                         | 22-25 % (selon l'activité) | 39,8596 % (34,63 % pour les chômeurs ; la première DKK46 000 / 7 245 $ US / 6 172 € par an est déductible), | 55,8584 % | 25 % | 42 %        |             |
| Djibouti                         | NC | NC | NC | NC |             |             |
| Dominique                        | 25 % | 0 % | 35 % | 15 % |             |             |
| République dominicaine           | 27 % | 0 % | 25 % | 18 % |             |             |
| Timor oriental                   | NC | NC | NC | NC |             |             |
| Équateur                         | 25 % | 0 % | 35 % | 12 % (taux standard) 15 % (produits de luxe) 0 % (exportations) | 35 %        |             |
| Égypte                           | 22,5 % (sur les bénéfices imposables des sociétés) (+ 5 % sur la distribution des bénéfices) | 0 % | 22,5 % | 14 % (taux standard) 10 % (services professionnels) 0 % (exportations) |             |             |
| Salvador                         | 30 % | 0 % | 30 % | 13 % |             |             |
| Guinée équatoriale               | NC | NC | NC | NC |             |             |
| Érythrée                         | NC | NC | NC | NC |             |             |
| Estonie                          | 0 % (20 % à la distribution de dividendes ou 14 % à la distribution de dividendes si le montant est inférieur à la moyenne des 3 années précédentes) | 55.4 % (20 % impôt sur les revenus, 33 % cotisations sociales, 1.6 % cotisation caisse de chômage, 0.8 % cotisation caisse de chômage par l'employeur, 0 % sur les dividendes)                                                                                            | 58.4 % (33% cotisations sociales, 1.6% cotisation caisse de chômage, 0.8% cotisation caisse de chômage par l'employeur, 2% fonds de pension, 14% sur dividendes payés par la société distributrice, 7% à la perception de dividendes à taux réduit) | 20 % (taux standard) 9 % (taux réduit) | 20 %        |             |
| Eswatini                         | 27,5 % | 33 % | 33 % | 15 % |             |             |
| Éthiopie                         | NC | NC | NC | NC |             |             |
| Malouines                        | 26 % | 0 % | 26 % | 0 % |             |             |
| États fédérés de Micronésie      | NC | NC | NC | NC |             |             |
| Fidji                            | 20 % | 0 % | 20 % | 9 % |             |             |
| Finlande                         | 20 % | 0 % + 8.40 % social security | 66,75 % en Halsua pour les membres de l'Église orthodoxe de Finlande (31,25 % taux d'imposition national + 23,5 % impôt municipal + 9,9 % impôt sur la sécurité sociale + 2,1 % impôt ecclésiastique). | 24 % (taux standard) 14 % (nourriture et fourrage) 10 % (médicaments et transports publics) | 34 %        |             |
| France                           | 25 % (sur les bénéfices supérieurs à 42 500 €) 15 % (pas plus de 42 500 €) | 0 % | 49 % (45 % + 4 % impôt sur les hauts revenus, ou revenus supérieurs à 500 000 €) | 20 % (taux standard) 10 % (restaurants, services de transport et de tourisme) 5,5 % (utilities) 2,1 % (presse) | 30 %        | 2017        |
| Gabon                            | 35 % | 5 % | 35 % | 18 % |             |             |
| Gambie                           | 31 % | 0 % | 30 % | 15 % |             |             |
| Allemagne                        | 29,65 % | 14 % (9 169 € hors impôt sur le revenu) | 47,475 % (45 % impôt sur le revenu + 5,5 % surtaxe de solidarité sur la base de la facture fiscale totale) | 19 % (taux standard) 7 % (taux réduit) | 25 %        | 2017        |
| Géorgie                          | 0 % (15 % sur la distribution des bénéfices) | 20 % (5 % sur les dividendes, intérêts et redevances) | 20 % (5 % sur les dividendes, intérêts et redevances) | 18 % |             |             |
| Ghana                            | NC | NC | NC | 3 % |             |             |
| Gibraltar                        | 10 % | 17 % | 40 % | 0 % |             |             |
| Grèce                            | 24 % (+ 24 % payé d'avance & remboursé après 1 an + 5 % sur les dividendes) | 9 % (zéro impôt pour les revenus annuels inférieurs à 8633,33 €) | 44 % | 24 % (taux standard) 13 % (services de santé et de tourisme) 6 % (tickets de théâtre, livres et médicaments) Pour certaines îles éloignées du continent, les taux sont respectivement de 17 %, 9 % et 4 %.                                              | 15 %        |             |
| Grenade                          | NC | NC | NC | NC |             |             |
| Guatemala                        | 25 % | 5 % | 7 % | 12 % |             |             |
| Guinée                           | NC | NC | NC | NC |             |             |
| Guinée-Bissau                    | NC | NC | NC | NC |             |             |
| Guyana                           | 30 % | 28 % sur le salaire annuel inférieur à 1 560 000 $ GYD. | 40 % sur le salaire annuel supérieur à 1 560 000 $ GYD. | 14 % (taux standard) 0 % (taux réduit) |             |             |
| Guernesey                        | 0 % | 0 % | 20 % | 0 % |             |             |
| Haïti                            | 30 % | 0 % | 30 % | 10 % |             |             |
| Honduras                         | NC | NC | NC | NC |             |             |
| Hong Kong                        | 16,5 % (sur les bénéfices supérieurs à HK$2 millions) 8,25 % (sur les bénéfices ne dépassant pas 2 millions de HK$) | 0 % | 15 % | 0 % |             |             |
| Hongrie                          | 9 % | 15 % | 15 % | 27 % (taux standard) 18 % (taux réduit) 5 % (lait, œuf, porc, viande de poulet, service Internet, services de restauration, médicaments et livres) | 15 %        |             |
| Islande                          | 20 % | 0 % (Sur les revenus jusqu'à 152,807 ISK) | 46 % | 24 % (taux standard) 11 % (taux réduit) | 22 %        | 2013        |
| Inde                             | 22 % le plus haut) 15 % (le plus bas) Entreprises constituées le ou après le 01-Oct-2019 qui ne bénéficient d'aucune exemption/incitation et commencent leur production au plus tard le 31 mars 2023=Applicable à :[y compris la surtaxe et la taxe] | 0 % 0,00 000 - 2 50 000 5 % ₹ 2 500 001 - 5 000 000 20 % ₹ 5 000 001 - 10 000 000 Schéma I ( avec déductions) 0 % ₹ 0 - 500 000 10 % ₹ 500 001 - 750 000 15 % ₹ 750 001 - 1 000 000 20 % ₹ 1 000 001 - 1 250 000 25 % ₹ 1 250 001 - 1 500 000 Régime II (sans déductions) | 30 % 1 000 001 & + Régime I (avec déductions) 30 % ₹ 1 500 001 & + Régime II (sans déductions) Une taxe sur le revenu de 4 % et la surtaxe la plus élevée de 37 % s'appliquent à l'impôt sur le revenu. Cela porte la taxe effective à 42,74 % | 28 %, 18 %, 12 %, 5 %, 0 % (varie selon le produit ; voir taux de la TPS en Inde), | 15 %        |             |
| Indonésie                        | 22 % | 5 % | 35 % | 10 % |             |             |
| Iran                             | 25 % | 0 % | 35 % | 9 % (taux le plus élevé) 0 % (taux réduit) |             |             |
| Irak                             | 15 % | 3 % | 15 % | 0-300 % |             |             |
| Irlande                          | 12,5 % | 20 % (les premiers 1 650 € par an sont déductibles) | 52 % (40 % d'impôt sur le revenu + 12 % de cotisations sociales sur les revenus supérieurs à 70 000 €) | 23 % (marchandises) 9 % à 13,5 % (services) 0 % (certains aliments) | 33 %        |             |
| Île de Man                       | 0 % | 10 % | 20 % | 20 % (taux standard) 5 % (rénovations domiciliaires) |             |             |
| Israël                           | 23 % | 0 % (pour les revenus mensuels inférieurs à 6 330) | 50 % | 17 % (taux standard) 0 % (fruits, légumes et transports en commun) | 25 %        |             |
| Italie                           | 27,9 % (24 % + 3,9 % (municipal)) | de 23 % (les premiers 8 500 € par an sont déductibles) à 43 % | 47 % (43 % impôt sur le revenu + 4 % taxe spéciale ajoutée) | 22 % (taux standard) 10 % (taux réduit) 4 % (nourriture et livres) | 27,5 %      |             |
| Côte d'Ivoire                    | NC | NC | NC | NC |             |             |
| Jamaïque                         | 33,3 % (taux standard) 25 % (taux réduit pour les petites entreprises) | 0 % | 25 % (sur un revenu supérieur à 1 500 000 J$) | 20 % (services) 16,5 % (marchandises) |             |             |
| Japon                            | 29,74 % | 15,105 % (5,105 % national + 10 % local) | 55,945 % (45,945 % national + 10 % local) | 10 % (taux standard) 8 % (épicerie et plats à emporter) |             | 2015        |
| Jersey                           | 0 % | 0 % | 20 % | 5 % |             |             |
| Jordanie                         | 20 % | 0 % | 25 % | 16 % |             |             |
| Kazakhstan                       | 20 %, | 10 % | 10 % (pour les résidents) 15 % (pour les non-résidents) | 13 % |             | 2017        |
| Kenya                            | 30 % | 10 % | 30 % (pour les citoyens) 35 % (pour les non-citoyens) | 16 % (taux standard) 12 % (électricité et carburant) 0 % (nourriture) |             |             |
| Kiribati                         | NC | NC | NC | NC |             |             |
| Kosovo                           | NC | 0 % | NC | 0% |             |             |
| Koweït                           | 0 % | 0 % | 0 % | 0 % |             |             |
| Corée du Nord                    | 25 % | 0 % | 20 % | 4 % (taux le plus élevé) 2 % (taux le plus bas) |             |             |
| Corée du Sud                     | 24,2 % | 6 % + 1,8 % | 42 % + 11,4 % | 10 % |             |             |
| Kirghizistan                     | 10 % | 10 % | 10 % | 12 % (taux standard) 5 % (taux le plus élevé) 1 % (taux le plus bas) |             |             |
| Laos                             | NC | NC | NC | NC |             |             |
| Lettonie                         | 0 % (20 % sur la distribution des bénéfices) | 20 % | 31,4 % | 21 % |             |             |
| Liban                            | 17 % | 2 % | 25 % | 11 % |             |             |
| Lesotho                          | NC | NC | NC | NC |             |             |
| Liberia                          | 25 % | NC | NC | NC |             | 2017        |
| Libye                            | NC | NC | NC | NC |             |             |
| Liechtenstein,                   | 12,5 % | 3 % | 24 % | 7,7 % (taux standard) 3,8 % (services d'hébergement) 2,5 % (taux réduit) |             | 2018        |
| Lituanie[citation nécessaire]    | 15 % | 31,2 % | 42,77 % | 21 % 9 % (Publications, services d'hébergement, etc.) 5 % (Médecine, journaux et magazines, etc.) 0 % (Certains biens et services) | 15 %        |             |
| Luxembourg                       | 28,69 % (17 % impôt sur le revenu + 1,19 % cotisation caisse de chômage + 6,0-10,5 % taxe professionnelle communale | 8 % | 45,78 % (42 % + 3,78 % de surcharge de la caisse de chômage) | 17 % (taux standard) 3 % (taux réduit) |             |             |
| Macao                            | 12 % | 0 % | 12 % | 0 % |             |             |
| Madagascar                       | NC | NC | NC | NC |             |             |
| Madère                           | 5 % (disponible pour les entreprises agréées dans le Centre d'affaires international de Madère). 13 % (disponible pour les PME et applicable jusqu'à un bénéfice imposable de 15 000 €) 20 % (taux général) | 0,0 % (pour les salaires mensuels jusqu'à 659 €) + charges sociales | 45,1 % (pour les salaires mensuels supérieurs à 25 275 €) + charges sociales | 5 % (taux réduit) 12 % (taux intermédiaire) 22 % (taux standard) |             |             |
| Malawi                           | NC | NC | NC | NC |             |             |
| Malaisie                         | 24 % (taux le plus élevé) 18 % (taux le plus bas) | 0 % | 28 % + 11 % for EPF + 1,2 % pour SOCSO | 10 % (taux standard pour les marchandises) 7 % (services) 5 % (taux réduit pour les marchandises) |             |             |
| Maldives                         | 15 % (le plus haut) 8 % (taux le plus bas) | 0 % | 15 % (0 % for expatriates) | 6 % |             |             |
| Mali                             | NC | NC | NC | NC |             |             |
| Malte                            | 35 % (à moins d'être admissible à un rabais de 30 %) | 0 % | 35 % | 18 % (7 % et 5 % pour certains biens et services) |             |             |
| Îles Marshall                    | NC | 0 % | 12 % | 4 % (taux le plus élevé) 2 % (taux le plus bas) |             |             |
| Mauritanie                       | NC | NC | NC | NC |             |             |
| Maurice                          | 15 % | 10 % | 15 % | 15 % |             |             |
| Mexique                          | 30 % | 1,92 % | 35 % + réduction des retenues (topes) | 16 % |             |             |
| Moldavie                         | 12 % | 12 % | 12 % (+ 24 % pour la sécurité sociale) | 20 % (taux normal) 10 % (HoReCa) |             |             |
| Monaco                           | 28% | 0 % | 0 % | 19,6 % (taux le plus élevé) 5,5 % (taux le plus bas) |             |             |
| Mongolie                         | 10 % | 10 % | 10 % | 10 % |             |             |
| Monténégro                       | 9 %, | 9 % (premiers 720 €) | 12,65 % (11 % impôt national + 15 % surtaxe communale sur impôt sur le revenu) | 21 %7 % (biens essentiels - aliments de base, eau, produits pharmaceutiques, livres, services touristiques, etc.) 0 % (services postaux, éducation, services de sécurité sociale, soins de santé, assurances, etc.)                                     |             | 2019        |
| Montserrat                       | NC | NC | NC | NC |             |             |
| Maroc                            | 31 % (taux le plus élevé) 10 % (taux le plus bas), La loi de finance 2023 a introduit une réforme globale des taux de cet impôt selon une approche progressive sur une période de quatre (4) ans. l’article 19-I du CGI prévoit que le taux de l’impôt sur les sociétés qui sera applicable après la période transitoire, allant du 1er janvier 2023 au 31 décembre 2026, est fixé comme suit : ● 20%, comme taux unifié de droit commun applicable à toutes les sociétés dont le montant du bénéfice net fiscal est inférieur à cent millions (100 000 000) dirhams ; ● 35%, en ce qui concerne les sociétés dont le montant du bénéfice net fiscal est égal ou supérieur à cent millions (100 000 000) dirhams, à l’exclusion de certaines sociétés ; ● 40%, en ce qui concerne les établissements de crédit et organismes assimilés, Bank Al Maghrib, la Caisse de dépôt et de gestion et les entreprises d'assurances et de réassurance. | 0 % | 38 % | 20 % (taux normal) 14 %, 10 %, 7 % (tarifs réduits) |             |             |
| Mozambique                       | NC | NC | NC | NC |             |             |
| Birmanie                         | NC | NC | NC | NC |             |             |
| Namibie                          | 32 % | 0 % | 37 % | 15 % |             | 2017        |
| Nauru                            | NC | NC | NC | NC |             |             |
| Népal                            | 30 % (taux plus élevé pour les sociétés financières) / 25 % (tarif normal) / 20 % (taux réduit pour les entreprises manufacturières) (+ 5 % sur la distribution des bénéfices + 10 % de bonus obligatoire aux salariés) | 0 % + 1 % de prélèvements sociaux | 36 % (y compris les taxes supplémentaires de 20 %) | 13 % (taux standard)288 % (pour les véhicules importés) |             |             |
| Pays-Bas                         | 25 % (sur les bénéfices supérieurs à 245 001 €) 15 % (pas plus de 245 000 €) | 36,55 % (les premiers 21 103 € par an sont déductibles) | 49,50 % + réduction des déductions (arbeidskorting et general korting) | 21 % (taux normal) 9 % (produits essentiels et sélectionnés) | 25 %        |             |
| Nouvelle-Zélande                 | 27 % | 10,5 % | 39 % | 15 % |             | 2014        |
| Nouvelle-Calédonie               | 30 % | 0 % | 40 % 25 % (sur les revenus locaux des non-résidents) | NC |             |             |
| Nicaragua                        | NC | NC | NC | NC |             |             |
| Niger                            | 30 % | NC | NC | 7 % |             |             |
| Nigeria                          | 30 % | 7 % | 24 % | 7,5 % |             |             |
| Niue                             | NC | NC | NC | 12,5 % |             |             |
| Île Norfolk                      | NC | NC | NC | NC |             |             |
| Macédoine du Nord                | 10 % | 10 % | 18 % | 18 % (taux normal) 5 % (taux réduit) |             |             |
| Norvège                          | 23 % | 0 % | 46,4 % (22 % + 8,2 % de cotisations sociales + tranche d'imposition (de 1,8 % à 16,2 %) moins déductions) | 25 % (taux normal) 15 % (nourriture et boisson dans les magasins) 10 % (transport, cinéma et services hôteliers) | 22 %        |             |
| Oman                             | 15 %, | 0 % | 0 % | 5 % |             |             |
| Pakistan                         | 29 % | 0 % (pour les revenus inférieurs à 600 000 PKR/an) | 47 % variable (montant de dalle fixe + 35 %) | 17 % +3 %(pour les non-inscrits) (taux standard de la TPS) 0 % (aliments de base)Réductions fiscales spéciales pour le secteur de la construction. |             |             |
| Palaos                           | NC | NC | NC | NC |             |             |
| Palestine                        | 15 % | 5 % | 15 % | 14,5 % |             |             |
| Panama                           | 25 % | 0 % | 27 % | 7 % (taux standard) 15 % (tabac) 10 % (alcool et hôtels) 5 % (produits essentiels) |             |             |
| Papouasie-Nouvelle-Guinée        | NC | NC | NC | NC |             |             |
| Paraguay                         | 10 % | 8 % | 10 % | 10 % |             |             |
| Pérou                            | 30 % | 0 % | 30 % | 16 % (taux standard) + 2 % (taxe promotionnelle municipale) + 0–118 % (impuesto selectivo al consumo : alcool, cigarettes, etc.) |             |             |
| Drapeau des Philippines          | 30 % | 0 % | 35 % | 12 % (taux standard) 0 % (taux réduit) |             |             |
| Îles Pitcairn                    | NC | 0 % | 0 % | NC |             |             |
| Pologne                          | 19 % (9 % pour les petits contribuables, ceux dont le revenu au cours d'un exercice fiscal donné n'excède pas l'équivalent de 1,2 million d'euros et qui ont le statut de « petits contribuables ») | 17 % (moins déduction variable) | 32 % (ou taux forfaitaire facultatif de 19 % pour les travailleurs indépendants) | 23 % (taux standard) 8 % ou 5 % (taux réduits) | 19 %        |             |
| Portugal                         | 21 % (sur le continent) | 14,5 % | 48 % + 11 % sécurité sociale | 23 % (taux standard) 13 % ou 6 % (taux standard) |             |             |
| Porto Rico                       | 20 % | 0 % (16 % proposé) | 33,34 % | 11,5 % |             |             |
| Qatar                            | 10 % | 0 % | 0 % | 0 % |             |             |
| Roumanie                         | 16 % (ou 1 % du chiffre d'affaires pour les micro-entités avec au moins un employé, ou 3 % pour les micro-entreprises sans employés) | 35 % * 25 % sécurité sociale (CAS) - 10 % d'assurance maladie (CASS) - 0 % d'impôt sur le revenu pour les informaticiens, les personnes handicapées | 41,5 % * 25 % sécurité sociale (CAS) - 10 % d'assurance maladie (CASS) - 10 % d'impôt sur le revenu après CAS et CASS Indépendant (PFA) : - 25 % CAS si vous gagnez plus de 12 SMIC par an - 10 % CASS, somme imposable plafonnée à 12 SMIC par an, ex. vous payez un maximum de 2 280 RON à titre de cotisation CASS en 2018 si vous gagnez plus de RON 22 800 pour toute l'année) - 10 % d'impôt sur le revenu | 19 % (taux standard) 9 % ((nourriture, médicaments, livres, journaux et services hôteliers) 5 % (taux réduit) | 16 %        |             |
| Russie                           | 20 % | 13 % | 15 % (pour ceux qui gagnent plus de 5 millions de roubles par an)35 % pour les non-résidents | 20 % (taux standard) 10 % (livres, certains aliments et articles pour enfants) 0 % (maison ou appartement) |             |             |
| Rwanda                           | 30 % | 0 % | 30 % | 18 % |             |             |
| Saint-Barthélémy                 | 0 % | 0 % | 0 % | 0 % |             |             |
| Saint-Christophe-et-Niévès       | 33 % | 0 % | 0 % | NC |             |             |
| Sainte-Lucie                     | NC | NC | NC | NC |             |             |
| Saint-Pierre-et-Miquelon         | NC | NC | NC | NC |             |             |
| Saint-Vincent-et-les-Grenadines  | NC | NC | NC | NC |             |             |
| Samoa                            | NC | NC | NC | NC |             |             |
| Saint-Marin                      | 17 % | 12 % | 50 % | 0 % (taux standard) 17 % (marchandises importées) |             |             |
| Sao Tomé-et-Principe             | NC | NC | NC | NC |             |             |
| Sercq                            | 0 % | 0 % | 0 % (Remarque : Il existe des impôts sur la propriété et le capital personnel, maximum de 6 500 £.) | 0 % |             |             |
| Arabie saoudite                  | 15 % | 0 % | 0 % | 15 % |             |             |
| Sénégal                          | 25 % | 0 % | 50 % | 20 % |             |             |
| Serbie                           | 15 % | 10 % | 25 % (cotisations supplémentaires pour les caisses de maladie, de retraite et de chômage) | 20 % (taux standard),10 % ou 0 % (taux réduits) | 15 %        |             |
| Seychelles                       | 33 % | 15 % | 15 % | 15 % |             |             |
| Sierra Leone                     | NC | NC | NC | NC |             |             |
| Singapour                        | 17 % | 0 % | 22 % (+ 20 % d'impôt sur la pension) | 7 % |             |             |
| Saint-Martin                     | NC | NC | NC | NC |             |             |
| Slovaquie                        | 21 %(sur les bénéfices supérieurs à 100 000 €) 15 %(bénéfices inférieurs à 100 000 €) | 21 % | 25 % | 20 % (taux standard)[citation nécessaire] 10 % (livres et médicaments) | 25 %        |             |
| Slovénie                         | 19 % | 16 % | 50 % | 22 % (tarif standard) ou 9,5 % (alimentation, construction et rénovation, transports, tickets, médias) ou 5 % (livres, journaux) | 27,5 %      |             |
| Îles Salomon                     | NC | NC | NC | NC |             |             |
| Somalie                          | NC | NC | NC | NC |             |             |
| Afrique du Sud                   | 28 % | 0 % (sous le seuil) | 45 % | 15 % |             |             |
| Soudan du Sud                    | NC | NC | NC | NC |             |             |
| Espagne                          | 25 % (sur le continent) 4 % (aux Îles Canaries) | 19 % | 54 % (dans Communauté Valencienne) 52 % (en Navarre) 47 % (domaine sans régional) | 21 % (taux standard) 10 % ou 4 % (taux réduits) | 23 %        |             |
| Sri Lanka                        | 30 % (taux le plus élevé) 15 % (taux le plus bas) | 0 % | 15 % (si le revenu annuel est supérieur à LKR 2,5 millions) | 12 % (taux standard) 8 % ou 0 % (taux réduits) |             |             |
| Soudan                           | NC | NC | NC | NC |             |             |
| Suriname                         | 36 % | 8 % (le premier SRD2 646 par an est déductible) | 38 % | NC |             |             |
| Suède                            | 20,6 % | 32 % (les premiers 1 930 USD par an sont déductibles) | 52 % (32 % d'impôt sur le revenu municipal moyen + 20 % d'impôt sur le revenu de l'État), | 25 % (taux standard) 12 % ou 6 % (taux réduit) |             |             |
| Suisse                           | 17,92 % | 0 % | 59,7 % (10,6 % (cotisations sociales obligatoires) 11,5 % (federal) 28,025 % (cantonal, Genève) 9,69 % (communal, Avully et Chancy, canton de Genève) 3,04 % (taxe d'église, catholique romain et protestant en Genève) le taux marginal total d'imposition est légèrement inférieur car certaines cotisations sociales obligatoires sont déductibles d'autres impôts)                                           | 8,1 % (taux standard) 3,8 % (hôtellerie) ou 2,6 % (produits de première nécessité, livre et médicaments) (taux réduits) |             |             |
| Syrie                            | 22 % | 5 % | 15 % | NC |             |             |
| Taiwan                           | 20 % | 5 % | 40 % | 5 % |             |             |
| Tadjikistan                      | 13 % 25 % (non-résidents) | 5 % | 13 % 25 % (non-résidents) | 18 % |             |             |
| Tanzanie                         | 30 % | 15 % | 30 % | 18 % |             |             |
| Thaïlande                        | 20 % | 0 % | 35 % | 7 % |             |             |
| Togo                             | NC | NC | NC | NC |             |             |
| Tokelau                          | NC | NC | NC | NC |             |             |
| Tonga                            | NC | NC | NC | NC |             |             |
| Trinité-et-Tobago                | 30 % | 0 % | 30 % | 12,5 % |             |             |
| Tunisie                          | 15 % | 0 % | 36 % | 19% (taux standard) 13 % ou 7 % (taux réduit) |             |             |
| Turquie                          | 22 % | 15 % | 40 % | 18 % (taux standard) 8 % (vêtements) 1 % (certains produits alimentaires) |             |             |
| Turkménistan                     | NC | NC | NC | NC |             |             |
| Îles Turques-et-Caïques          | NC | NC | NC | NC |             |             |
| Tuvalu                           | NC | NC | NC | NC |             |             |
| Ouganda                          | 30 % | NC | NC | 18 % |             |             |
| Ukraine                          | 18 % | 0 % | 18 % (taux commun) 20 % (certaines activités) | 20 % (taux standard) 7 % ou 0 % (taux réduits) |             |             |
| Émirats arabes unis              | 0 % | 0 % | 0 % | 5 % |             |             |
| Royaume-Uni                      | 19 % | 32 % (20 % d'impôt sur le revenu + 12 % de classe I NI) (0 % d'impôt sur le revenu sur les premiers 12 570 £) | 54 % (40 % d'impôt sur le revenu pour 50 271 £ à 150 000 £ + 12 % de classe I NI pour 797 £ à 4189 £ pm + 2 % de classe I NI pour plus de 4 189 £) 59 % (plus de 150 000 £) | 20 % (taux standard) 5 % (énergie domestique et rénovations) 0 % (produits de première nécessité : épicerie, eau, médicaments sur ordonnance, équipement et fournitures médicaux ; transports publics ; vêtements pour enfants ; livres et périodiques) | 20 %        |             |
| États-Unis                       | 21 % (fédéral) | 10 % (fédéral) + 0 % (état) + 0 %–3 % (local) (déduction standard fédérale de 12 000 USD pour la plupart) | 51,6 % in Portland, Oregon (37 % d'impôt fédéral + Impôt de l'État de 9,9 % + 4,7 % taxe de séjour) | 20 % (taux marginal de taxe de vente local et état marginal le plus élevé) 0 % (taux marginal le plus bas en vigueur) | 20 %        |             |
| Uruguay                          | 25 % | 0 % | 30 % | 22 % (taux standard) 11 % (taux le plus bas) 0 % (étendue) |             |             |
| Ouzbékistan                      | 12 % (taux standard) 20 % (banques et opérateurs de téléphonie mobile) | 12 % | 12 % | 20 % (taux le plus élevé) 0 % (taux le plus bas) |             |             |
| Vanuatu                          | NC | NC | NC | NC |             |             |
| Venezuela                        | 34 % | 6 % (0 % sous certains revenus, définis chaque année) | 34 % | 16 % (taux standard) 8 % (taux réduit) |             |             |
| Viêt Nam                         | 20 % | 5 % | 35 % | 10 % |             |             |
| Îles Vierges britanniques        | 0 % | 0 % | 0 % | NC |             |             |
| Îles Vierges des États-Unis      | 10 % | NC | NC | NC |             |             |
| Yémen                            | 20 % | 10 % | 15 % | 2 % |             | 2013        |
| Zambie                           | 35 % | 10 % | 30 % | 16 % |             |             |
| Zimbabwe                         | 25 % | 0 % | 45 % | 15 % (taux standard) 0 % (sur les éléments sélectionnés) |             |             |